# Килинаилау
Килинаилау (англ. Carteret Islands, Kilinailau) — атолл, принадлежащий Папуа — Новой Гвинее. Административно входит в состав Автономного региона Бугенвиль региона Айлендс. Расположен в 86 км к северо-востоку от острова Бугенвиль в Тихом океане.

## География

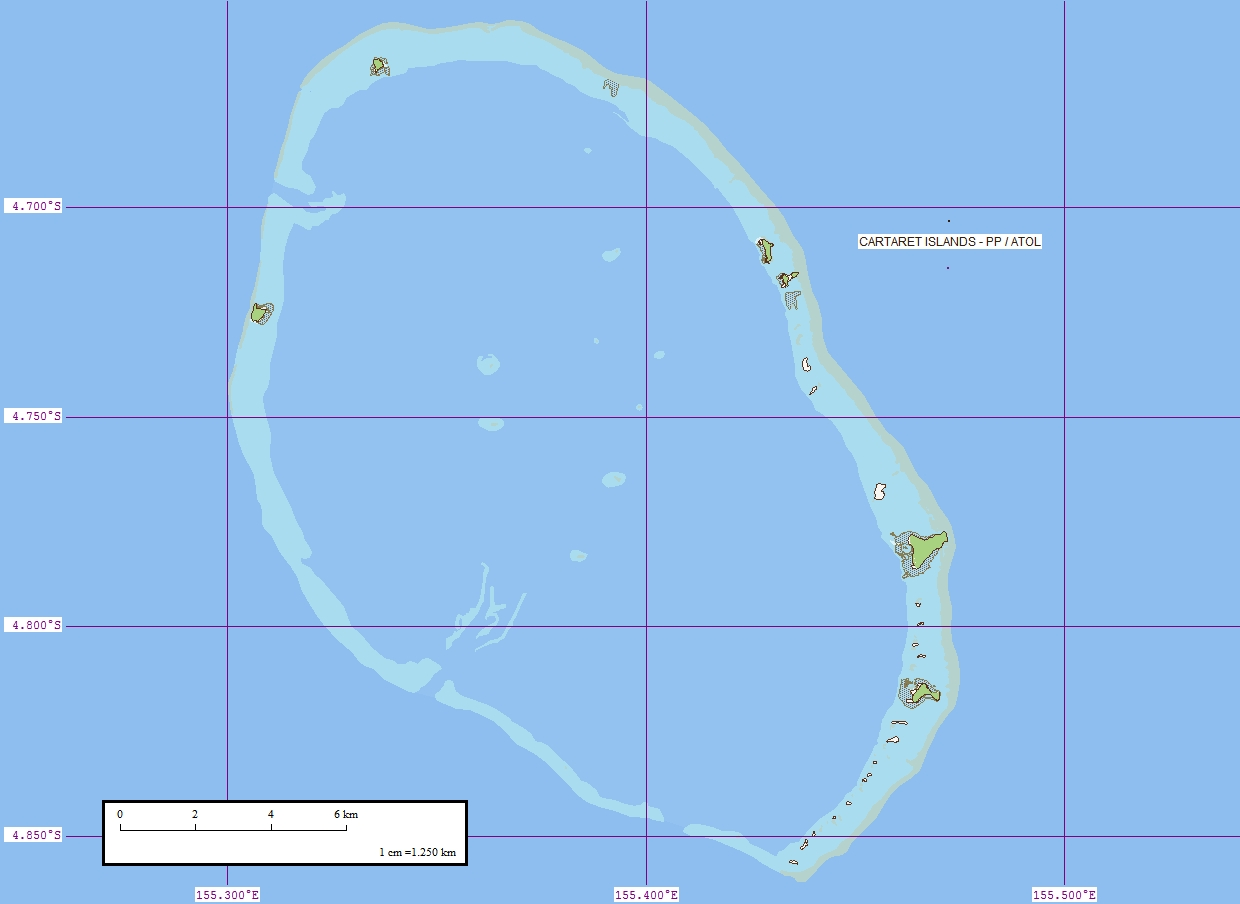
Карта атолла Килинаилау

Атолл представляет собой скопление небольших островков, высота которых над уровнем океана составляет не более 1,5 м. Общая площадь суши составляет около 1,6 км². Крупнейший моту — Хан.

## История
Атолл был открыт в 1767 году англичанином Филиппом Картеретом (именно поэтому Килинаилау очень часто называют «атолл Картерет»).

## Население
Острова населяет народность тулун, прибывшая в дописьменные времена предположительно с острова Бука и вытеснившая прежнее полинезийское население.
Из-за подъёма уровня воды в Мировом океане атолл погружается под воду со скоростью около 3 мм в год. Ожидалось, что Килинаилау полностью окажется под водой уже к 2015 году, в связи с чем правительством Папуа — Новой Гвинеи было принято решение о переселении жителей на соседний остров Бугенвиль. За пять лет население сократилось более чем вдвое против исторического максимума в 2700 человек; жители островов стали одними из первых климатических беженцев в новейшей истории.
Тем не менее, приводимые в ряде научных изданий сообщения, согласно которым острова якобы уже затоплены или полностью обезлюдели, ошибочны. Предпринимаемые меры противодействия затоплению (высадка мангровых деревьев и сооружение противонагонных дамб) неэффективны, и, однако же, многие жители принципиально отказываются покидать родной край.